# البيسان
البيسان أو الشعب البيساني، هم مجموعة إثنية لغوية في الفلبين توجد في كامل بيسايا والجزر الواقعة في أقصى جنوب لوزون وأجزاء عديدة من مينداناو. هم أكبر مجموعة إثنية في التقسيم الجغرافي للبلاد إذا ما اعتبروا مجموعة واحدة، ويبلغ عددهم نحو 33.5 مليون نسمة. يتقاسم البيسان ثقافة بحرية مع التقاليد الكاثوليكية الرومانية القوية التي اندمجت مع العناصر الثقافية عبر قرون من التفاعل والهجرات في الأساس عبر بحار بيسايا وسيبويان وكاموتس وبوهول وسولو؛ واندمجت في بعض المناطق المنعزلة مع تأثيرات روحانية قديمة متعددة الآلهة (مثل الكاثوليكية الشعبية). يتحدث معظم البيسانيين بلغة بيسانية واحدة أو أكثر، أوسع اللغات انتشارًا هي سيبوانو، تليها هيليغايون، وواري واري.

## تاريخ
واجه البيسانيون الحضارة الغربية لأول مرة لدى وصول المستكشف البرتغالي فرديناند ماجلان إلى جزيرة هومونهون في سامار الشرقية في 1521. أصبحت بيسايا جزءًا من المستعمرة الإسبانية للفلبين وأصبح تاريخ البيسانيين متشابكًا مع تاريخ الفلبين. بعد ثلاثة قرون من الاتصال مع الإمبراطورية الإسبانية عن طريق المكسيك والولايات المتحدة، تتقاسم الجزر اليوم ثقافة مرتبطة بالبحر تطورت فيما بعد من مزيج من تأثيرات البيسان الأصليين في الأراضي المنخفضة، وهان الصينية، والهندية، والهندية، والهسبانية، والأمريكية.

### الاستعمار الإسباني
يصادف القرن السادس عشر بداية تنصّر الشعب البيساني، بمعمودية راجا هومابون ونحو 800 من سكان سيبوانوس الاصليين. تُحيى ذكرى تنصّر البيسان والفلبينيين عمومًا من خلال مهرجان أتي-أتيهان في أكلان، ومهرجان ديناغيانغ في إلويلو، ومهرجان سينولوغ عيد سانتو نينيو دي سيبو (طفل سيبو المقدس)، تصوير الطفل يسوع ذو البشرة السمراء الذي قدمه ماجلان لزوجة راجاه همابون، هارا أميهان (التي تعمّدت كملكة خوانا). بحلول القرن السابع عشر، كان البيسانيون يشاركون بالفعل في المراسم الدينية. في عام 1672، استشهد في غوام كل من بيدرو كالانغسود وهو مراهق من السكان الأصليين المسيحيين في بيسايا، ودييجو لويس دي سان فيتوريس، راهب مسيحي إسباني، أثناء مهمتهم في التبشير للمسيحية لشعب الشامورو.
مع نهاية القرن التاسع عشر، ضعفت الإمبراطورية الإسبانية بعد سلسلة من الحروب مع أراضيها الأمريكية. عززت موجة الأفكار الجديدة من العالم الخارجي بفضل تحرير التجارة من قبل بوربون إسبانيا نشوء عدد أكبر نسبيًا من سكان الطبقة المتوسطة أُطلق عليهم اسم «الإلوسترادوس» أو «المستنيرون». أصبح ذلك حافزًا للجيل الجديد من أصحاب الرؤى السياسيين المتعلمين لتحقيق أحلامهم بالاستقلال بعد ثلاثة قرون من الحكم الاستعماري. كان بعض القادة البارزين للثورة الفلبينية في أواخر القرن التاسع عشر من البيسانيين. كان من بين قادة الحركة الدعائية غراسيانو لوبيز جاينا من شعب الإيلونغو، الذي أنشأ المنشور الدعائي باسم «تضامن». في مسرح الثورة البيسانية، قاد بانتاليون فيليغاس (المعروف باسم ليون كيلات) الثورة السيبوانوية في معركة تريس دي أبريل (الثالث من أبريل). وكان أركاديو ماكسيلوم، أحد خلفاءه، مساهمًا مهمًا في تحرير سيبو. في وقت سابق من العام 1879، قاتل أكلان ضد الإسبان تحت قيادة كل من فرانسيسكو كاستيو وكانديدو إيبان. أُعدم الاثنان بعد هجوم فاشل. قاد مارتن ديلغادو وخوان أرانيتا العصيان في إيلويلو المجاورة. بمساعدة من أنيكيتو لاكسون، تم تحرير نيغروس أوتشيدنتال، في حين حرر دييغو دي لا فينا أورينتال نيغروس. أُطلق على الأخيرى فيما بعد اسم «ثورة الزنوج» أو سينكو دي نوفيمبر. ترأس إيستيبان كونتريراس الحركات في كابيز بمساعدة أليخاندرو بالغوس وسانتياغو بيلوسيلو وغيرهم من الإيلوسترادوس. في الوقت نفسه، قاد لياندرو لوكسين فوللون عملية تحرير آنتيك. استمر أغلب هؤلاء الثوار في نضالهم من أجل الاستقلال إلى أن نشبت الحرب الفلبينية الأميركية. وقعت أيضًا انتفاضة انتفاضة قصيرة وأقل وقعًا سُميت بثورة إيغباونغ التي حصلت إيغباونغ بآنتيك، التي قادها كل من ماكسيم وغريغوريو بالميرو. كانت تلك الثورة ذات دافع علماني، في الوقت الذي كانوا يصرخون فيه طلبًا لشكل أكثر تعصبًا من الدين يستند إلى التقاليد البيسانية والمسيحية.

### دولة بيسايا الاتحادية
في ذروة الثورة الفلبينية، نشأت حركات التمرد المناهضة للاستعمار من لوزون إلى بيسايا. على الرغم من الدعم العسكري من جمهورية تاغلوغ، تحت قيادة إميليو أغوينالدو، إلا أن زعماء الثورة البيسانية كانوا متشككين تجاه الدوافع الحقيقية للتاغلوغيين. كان هذا العداء الإثني ملحوظًا لدرجة أن القادة البيسانيين المحليين طالبوا القوات التي أُرسلت من الشمال بتسليم أسلحتها وحظروا عليهم مغادرة القواعد الثورية. علاوة على ذلك، أدت هذه الإحاطة إلى الإعلان الكامل عن ولاية بيسايا الاتحادية في 12 ديسمبر عام 1898. كانت هذه الحكومة الفيدرالية قصيرة الأجل، والتي تتخذ من إيلويلو مقرًا لها، عبارة عن تراكم للحركات الثورية في مختلف أنحاء باناي ونيغروس. فيما يلي قائمة بالمسؤولين المُنتخبين قبل الإعلان بأربعة أيام:
| المنصب            | الاسم              |
| الرئيس العام      | أنيسيتو لاكسون     |
| أمين الخزانة      | أوزيبيو لوزوريراغا |
| السكرتير التنفيذي | ميليسيو سيفيرينو   |
| وزير الحرب        | خوان أرانيتا       |
| وزير الداخلية     | سيمون ليزاريس      |
| وزير الأشغال      | نيكولاس غوليز      |
| وزير العدل        | جيم ليديسما        |
| وزير الزراعة      | أغوستين أمانبلار   |

تشكل الاتحاد على الفور بعد دمج حكومة كانتون في نيغروس، وحكومة مانتون في بوهول، والحكومة المؤقتة لمقاطعة بيسايا (التي اتخذت من باناي مقرًا لها) التي شملت رومبلون. يُقال أن ذلك النظام استند إلى كل من الفدرالية الأمريكية والكونفدرالية السويسرية. على الرغم من شكوكهم تجاه مالولوس، أعلنت حكومة بيسايا ولاءها للجمهورية التي مقرها لوزون، في الوقت الذي حافظت فيه على حكمها وتحصيلها الضريبي وجيشها. كان أبوليناريو مابيني رئيس وزراء جمهورية مالوس آنذاك قد أقنع قادة بيسايا بأن دستور مالولوس كان مؤقتًا فقط، وأن الحكومات في بيسايا ومينداناو وعدت بصلاحية التصديق عليه بصورة مشتركة.

### الاستعمار الأمريكي
بعد معاهدة باريس في عام 1898، رأت الحكومة الاستعمارية الأميركية جزءًا لا يتجزأ من نخبة السكان الأصليين خصوصًا في جزيرة نيغروس فيما يتعلق بالشؤون المحلية. كانت هذه خطوة مختلفة مقارنة مع الإمبرياليين الأسبانيين السابقين الذين خلقوا التمييز العنصري بين الميستيثو (الممزوجين) والأسترونيين الأصليين. مهّد هذا الطريق أمام مفهوم متجانس من الشعب الفلبيني ولو أنه تركّز بدايةً على أساس السلطة المالية والسياسية. يقول هؤلاء أن أهل النخبة هم مُلّاك الأرض، من الطبقة البرجوازية الرأسمالية التي ركزت على صناعة قصب السكر في نيغروس. اعتقد الأمريكيون أن هؤلاء سيكونون عناصر إستراتيجية في قبضتهم السياسية داخل المستعمرة المكتسبة حديثًا تعزز من صياغة دستور استعماري منفصل بواسطة النخب العاملة في صناعة السكر ولهم. أنشأ هذا الدستور حكومة نيغروس الكانتونية. ضمن ذلك أن جزيرة نيغروس سوف تحكمها حكومة مدنية من السكان الأصليين على النقيض من بقية المناطق التي يسيطر عليها المستعمرون والتي تحكمها اللجنة الفلبينية التي تسيطر عليها الولايات المتحدة.

### التاريخ المعاصر
منذ استقلال الفلبين عن الولايات المتحدة، كان هناك ثلاثة رؤساء فلبينيين من مناطق بيسايا: سيبوانو سيرجيو أوسمينيا، وكابيزون مانويل روكساس، وبوهولانو كارلوس ب. غراسيا.
إضافةً إلى ذلك، خرج من ثلاثة نواب للرئيس، وأربعة رؤساء لمجلس الشيوخ، وثمانية رؤساء لمجلس النواب، وستة رؤساء قضاة، وخمسة من أزواج الرئاسة، من بينهم إيميلدا ماركوس، من شعب واراي. الرئيسة الرابعة عشر للفلبين غلوريا ماكاباغال أرويو هي أيضًا نصف سيبوينو. الرئيس رودريغو دوتيرتي، وهو من إثنية بيساني، يملك أيضًا جذورًا ليتينية. في مجال الدبلوماسية الدولية، أخرجت بيسايا وكيل الأمين العام للأمم المتحدة، الذي يعود أصله إلى نيغروس أوتشيدنتال، رافائيل إم. سالاس، الذي شغل منصب رئيس صندوق الأمم المتحدة للسكان. فيما يتعلق بالدين، كان هناك كرادلة اثنان من بيسايا، خوليو روزاليس من سامار، وخايمي سين من أكلان. البيساني الأول والفيلبيني الثاني الذي استجهد واعتبر قديسًا هو بيدرو كالانغسود.